# Аутоматизација у рударству
Аутоматизација у рударству подразумева уклањање људске радне снаге из процеса рударства .  Рударска индустрија је у транзицији ка аутоматизацији. И даље може да захтева људску снагу, посебно у земљама у развоју, где су трошкови рада ниски, па је мање подстицаја за повећање ефикасности. Постоје две врсте аутоматизованих рударских процеса и аутоматизације софтвера и примена роботске технологије за минирање возила и опреме. 

## Софтвер за аутоматизацију рудника
Да би стекле већу контролу над својим радом, рударске компаније могу применити софтвер или процесе за аутоматизацију рударства. Извештаји генерисани софтвером за аутоматизацију рудника омогућавају администраторима да побољшају продуктивност, повећају одговорност и разумеју поврат улагања. 

## Аутоматизација рударске опреме
Размишљајући како да побољшају продуктивност и сигурност на рудницима, неке рударске компаније окрећу се аутоматизацији опреме, која се састоји од роботских хардверских и софтверских технологија које претварају возила или опрему у аутономне рударске јединице. 
Аутоматизација рударске опреме долази у четири различита облика: даљински управљач, телеоперација, систем за помоћ возачу и потпуна аутоматизација. 

### Даљинско управљање
Рударска опрема на даљинско управљање обично се односи на рударска возила као што су багери или булдожери који се управљају ручним даљинским управљачем. Оператор стоји у видокругу и користи даљински управљач за нормално управљање возилом. Пошто су видљивост и функције машине знатно смањени, продуктивност возила углавном се смањује, као и коришћење даљинског управљања. Технологија даљинског управљања углавном се користи како би рударска опрема могла да ради у опасним условима као што су нестабилни терени, подручја експлозија или подручја високог ризика од обрушавања терена или подземно копање. Технологија даљинског управљања генерално је најскупљи начин аутоматизације рударске опреме, што је чини идеалном за компаније које желе тестирати одрживост роботске технологије у свом руднику. 

### Телеоперативна рударска опрема
Телеоперативна рударска опрема односи се на рударска возила која контролише оператор на удаљеној локацији уз употребу камера, сензора и евентуално додатног софтвера за позиционирање. Телеоперација омогућава оператеру да се удаљи од места копа и контролише возило из заштићенијег окружења. Џојстик или друге ручне команде и даље се користе за контролисање возила, а руковаоци имају већи приступ телеметрији возила и подацима о позиционирању путем софтвера за телеоперацију. С уклањањем оператера из кабине, телеоперативна рударска возила такође могу имати смањену продуктивност; међутим, оператер има бољу тачку видљивости од даљинског управљања камерама и сензорима на возилу, али је и даље уклоњен из потенцијално опасних услова. 

### Систем за помоћ возачу
„Помоћ возачима“ односи се на делимично аутоматизовану контролу рударских машина. Само су неке функције аутоматизоване и потребна је интервенција оператера. Уобичајене функције укључују обе помоћне тачке и системе за избегавање судара. 

### Потпуна аутоматизација
"Потпуна аутоматизација" може се односити на аутономну контролу једног или више рударских возила. Роботика управља свим критичним функцијама возила укључујући паљење, управљање, мењач, убрзање, кочење и спроводи контролу (тј. управља ножевима, управља одлагалиштем, носачем багера и кашика итд.). Без потребе за интервенцијом оператера. Потпуно аутономни рударски системи доживљавају највише пораста продуктивности јер софтвер контролише једно или више рударских возила омогућавајући оператерима да преузму улогу покретача рударства, отклањања грешака и ефикасности надгледања. 

## Предности
Предности технологија аутоматизације рударске опреме су разноврсне, али могу укључивати: побољшану сигурност, бољу ефикасност горива, повећану продуктивност, смањено непланирано одржавање, побољшане радне услове, бољу употребу возила и смањење умора и сметњи возача. Технологије аутоматизације су ефикасан начин за ублажавање ефеката широког недостатка радне снаге на позицијама као што су возачи камиона. Упркос паду цена робе, многе рударске компаније траже начине да драстично смање режијске трошкове уз одржање сигурности и интегритета локације; аутоматизација је можда одговор. 

## Недостаци
Критичари аутоматизације возила често се усредсређују на потенцијал роботске технологије да елиминише послове, док се заговорници супротстављају томе да ће неки послови застарити (обично прљави, опасни или монотони послови), а други ће се створити. Заједнице које подржавају сиромашне раднике који се ослањају на рударске положаје на почетном нивоу забринути су и позивају на друштвену одговорност када рударске компаније прелазе на технологије аутоматизације које обећавају повећање продуктивности у погледу пада цена робе. Компаније за сузбијање ризика такође нерадо преузимају велике количине капитала за непроверену технологију, преферирајући чешће да уђу у свет аутоматизације на нижим и јефтинијим нивоима као што је даљинско управљање. 

## Примери аутономне рударске опреме

### Рударство будућности
Група Рио Тинто започела је своју иницијативу "Mine of the Future" 2008. године. Из контролног центра у Перту, запослени у Рио Тинту управљају аутономном рударском опремом богатом минералима у удаљеном аустралијском региону Пилбара. Аутономна рударска возила смањују траг рударског гиганта истовремено побољшавајући продуктивност и коришћење возила. Од јуна 2014.  аутономна рударска флота Рио Тинто достигла је прекретницу од 200 милиона тона. Рио Тинто такође користи низ аутономних бушилица. 

### Рудник кањона Бинг
Смештен у близини Солт Лејк Ситија, Јута, рудник кањона Бингхам (Kennecott Utah Copper / Rio Tinto) један је од највећих рудника на отвореном у свету и један од највећих светских произвођача бакра. У априлу 2013. рудник је доживео катастрофално клизиште које је зауставило већи део рада рудника.  Као део напора чишћења и побољшања сигурности, администратори рудника су се обратили багеру за даљинско управљање, булдожерима и бушилицама за бушење рупа како би обавили радове на високо нестабилним подручјима терена. Роботска технологија помогла је Кенекоту да смањи стрмије и опасније просторе клизишта како би омогућио приступ ручно управљаним возилима ради чишћења. 

### Аутоматизација подземних радова у Кини
Немачка компанија «ЕЕP Еlektro-Еlektronik Pranjic» испоручила је и пустила у рад више од 60 комплета напредне аутоматске контроле за подземно вађење угља у периоду ~ 2006-2016. По први пут потпуно напуштену технику ископавања угља користи кинескo предузеће « China National Coal Group Corp. (CME) »код рудника« Таng Shang Gou » (копање дугог зида, шкаре, три лаве, дубине 200 м), и код рудника « Nan Liang » (један плуг, дубина 100 м). Оба рудника угља имају слој угља дебљине 1-1,7 м. Праћење прикупљања се врши помоћу видео камера (у стварном времену са преносом сигнала преко оптичког влакна). Обично је потребно да подземно особље надгледа процес производње и обавља поправке. Аутоматизација је побољшала сигурност и економске перформансе. 

### Следећа генерација рударства
BHP је распоредио бројне аутономне рударске компоненте као део свог програма за рударство следеће генерације. Ово укључује аутономне бушилице  и аутономне камионе  у региону Пилбара. 